# Бамбошада
Бамбошада (итал. bambocciata; фр. bambochade) — картина, написанная в простонародном вкусе; картинка смешных народных сцен.
Этот род живописи изображал сельскую природу и самые обыкновенные случаи житейского быта: народные праздники, гульбища, ярмарки, охоту и т. п.; он допускал и карикатурные изображения, недопустимые в академической живописи.
О происхождении слова «бамбошада» рассказывают, что Питер ван Лар, живописец голландской школы, походивший наружностью на Эзопа, в своей молодости приехал в Рим и проживал там  с 1625 по 1639 гг., и первым познакомил итальянцев с этим родом живописи. В насмешку итальянцы назвали безобразного художника Бамбоччио (итал. bamboccio, калека, урод), а его картины, в которых он с особенным искусством изображал народные сцены, прозвали «бамбоччиадами». В этом жанре писали также Тенирс, Остаде, ван-Флит и др.